# アントワーヌ＝ジョゼフ・サンテール

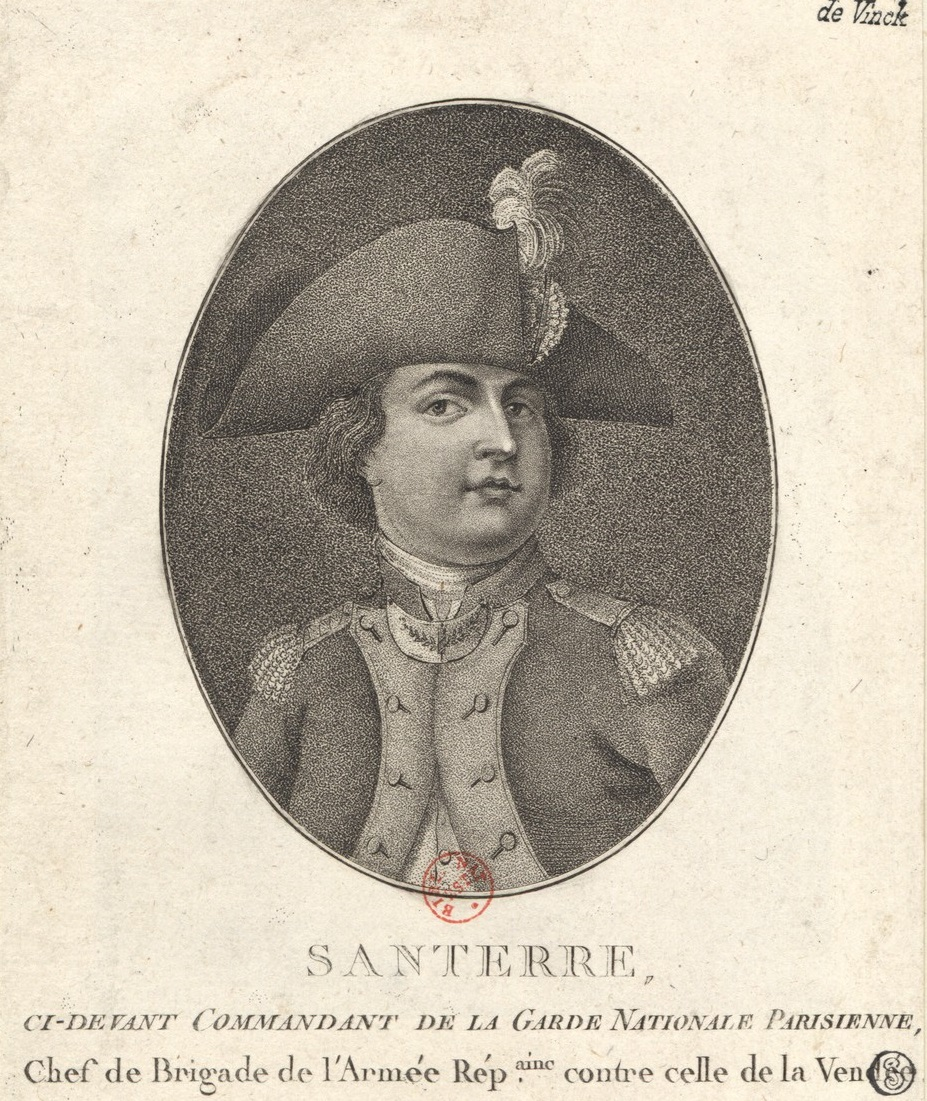
アントワーヌ＝ジョゼフ・サンテール

アントワーヌ＝ジョゼフ・サンテール（仏: Antoine Joseph Santerre, 1752年3月16日 – 1809年2月6日）はフランス革命期の実業家、国民衛兵の司令官。8月10日事件の際、テュイルリー宮殿を襲撃したパリ国民衛兵隊を指揮した。また、ルイ16世の処刑のとき、王のスピーチを妨げるためにドラムロールを命じたとされる。

## 生い立ち
サンテール家は1747年、パリに「ブラスリー・ド・ラ・マグドレーヌ（Brasserie de la Magdeleine）」として知られる醸造所を購入し、サン・ミシェル（エーヌ県）から移ってきた。アントワーヌ＝ジョゼフの父アントワーヌ・サンテールは1748年3月、裕福な醸造家ジャン・フランソワ・サンテールの娘であり、自分のいとこにあたるマリー＝クレール・サンテールと結婚した。夫妻には6人の子供が生まれたが、アントワーヌ＝ジョゼフはその3番目の子である。他の兄弟姉妹はマルグリット（1750年生）、ジャン＝バティスト（1751年生）、アルマン＝テオドール（1753年生）、フランソワ、クレールである。父アントワーヌは1770年に亡くなった。姉のマルグリットと兄のジャン＝バティストは家庭と家業を受け持ち、彼らの母が幼い子供たちを育てるのを助け、そして二人とも独身を貫いた。アルマン＝テオドールは砂糖ビジネスに携わり、エソンヌに工場を構えた。他の家族は醸造業を続けた。フランソワはセーヴルとシャヴィルとパリに醸造所を所有した。一番下のクレールは弁護士と結婚した。
アントワーヌ＝ジョゼフはグラッサン大学に送られM.M.ブリソンとノレ修道院長の下で歴史と物理学を学んだ。彼は物理学に興味を持ち、それは結果として家業の醸造所で新たにビールの生産を行うことにつながった。
アントワーヌ＝ジョゼフは1770年に独立すると、その2年後、遺産を元手に、弟のフランソワと共同で、65,000フランでサン＝タントワーヌ城外区232にあったアルコック氏の醸造所を取得した。同じ年、彼は幼馴染の恋人で、やはり裕福な醸造家であった隣人の娘、マリー＝フランソワと結婚した。アントワーヌ＝ジョゼフは20歳、マリー＝フランソワは16歳だった。しかしマリーは翌年、転落事故に由来する感染症で死亡した。妊娠7ヶ月だった。
アントワーヌ＝ジョゼフは数年後、マリー・アデレード・ドラントと再婚し、彼女との間にオーギュスタン、アレクサンドル、テオドールの3人の子をもうけた。

## 軍歴
アントワーヌ＝ジョゼフ・サンテールは、その気前よさで、サン＝タントワーヌ城外区での人望が篤かった。フランス革命が1789年に勃発したとき、サンテールはパリの国民衛兵大隊の指揮権を与えられ、バスティーユ襲撃に参加した。1791年7月17日のシャン・ド・マルスの虐殺の後、彼に対する逮捕状が出されたため、一時期潜伏したが、テュイルリー宮殿に対するパリ民衆による襲撃（8月10日事件）の際、復帰してサン＝タントワーヌ城外区の人々を指揮した。その8月10日事件において、王とその家族は庭から立法議会に避難し、群衆はスイス人衛兵を虐殺した。そしてルイ16世はほどなく公式に退位させられることとなった。
サンテールは国民公会から前王の監視役に任命された。ルイに処刑の動議が可決されたことを伝えたのは彼である。翌1月21日の朝8時、サンテールは有罪となった男の部屋に入り、出発の時刻を告げた。彼は、約8万人の武装した男と無数の市民の中、ルイ16世に付き添ってパリの通りをギロチンの場所まで連れて行った。処刑のその時点での彼の行為については、いくつかの異なった報告がされている。ある報告は、彼は、王のスピーチの声をかき消すために、途中からドラムロールを命じたという。また別の報告は、ドラムロールを命じたのは処刑の指揮に当たっていたベルイエ(J.F Berruyer)将軍であり、サンテールはその命令を中継しただけだったとする。一方、サンテールの家族は、彼は実際にはルイが人々に話すことができるように、ドラムを静まらせたのだと主張した。
サンテールは1793年7月にパリ国民衛兵隊の師団の指揮官に任命された。ヴァンデの反乱の勃発に際しては反乱の鎮圧を命じられたが、野戦指揮官としては手柄を上げることができず、初めて指揮したソミュールの戦いでは共和派の軍は敗北を喫した。その戦いの後には、サンテール自身が戦死したという風評さえ取りざたされ、王党派などは、彼の死について皮肉を利かせた碑銘を書くことまでした。サンテールはまた、自らの部下であるサン・キュロットの間でも人気がなかった。パリに戻った負傷兵は、サンテールが東洋的な贅沢な暮らしをしていると告げ、彼らの敗北がサンテールの反逆または無能によるものであると不平を言った。中には、サンテールの解任ばかりか、ギロチン送りさえ要求する者もいた。しかしながらサンテールは最高司令部の中にいたわけではなく、戦争の結果に対して責任のある立場にもなかった。
1793年10月にサンテールはパリに帰還した。サン＝タントワーヌ城外区での彼の人気は衰えていなかったが、ヴァンデにおける共和派の軍の窮状を訴えた彼の遠征報告は、疑いを招くものであった。サンテールはヴァンデの戦いでの戦果の少なさから、王党派ではないかとの疑いをかけられ、1794年4月に逮捕された。収監はロベスピエールの失脚まで続いた。釈放後、サンテールは軍を辞めて家業に戻ろうとしたが、その醸造所は破壊されていた。彼は1809年2月6日、窮乏の中、パリで死亡した。

## 参考資料
- Antoine-Étienne Carro, Santerre, général de la république française, sa vie politique et privée, écrite d’après des documents originaux laissés par lui, et les notes d’Augustin Santerre, son fils aîné, Paris, Ledoyen, 1847.
- David Andress, The Terror: the Merciless War for Freedom in Revolutionary France (2005).
- Lynn Hunt, Politics, Culture, and Class in the French Revolution (1984).
- David Jordan, The King’s Trial: Louis XVI vs the French Revolution (1979).
- この記事にはアメリカ合衆国内で著作権が消滅した次の百科事典本文を含む: Chisholm, Hugh, ed. (1911). "Santerre, Antoine Joseph". Encyclopædia Britannica (英語). Vol. 24 (11th ed.). Cambridge University Press. p. 191.